# Park Jae-hong
Detta är ett koreanskt namn; familjenamnet är Park.
Park Jae-hong, född den 7 september 1973, är en sydkoreansk före detta basebollspelare som tog brons för Sydkorea vid olympiska sommarspelen 2000 i Sydney.